# Mercey-le-Grand
Mercey-le-Grand település Franciaországban, Doubs megyében. Lakosainak száma 531 fő (2022. január 1.). Mercey-le-Grand Étrabonne, Romain, Évans, Berthelange, Ferrières-les-Bois, Lantenne-Vertière és Dampierre községekkel határos.

## Népesség
A település népességének változása:
| Lakosok száma | 161  | 338  | 366  | 447  | 520  | 534  | 542  | 555  | 553  | 531  |
|               | 1968 | 1982 | 1990 | 2006 | 2013 | 2015 | 2017 | 2019 | 2020 | 2022 |